# Saber Marionette J to X
Saber Marionette J to X (セイバーマリオネット J to X?) es la tercera y última parte de la saga Saber Marionette J, que ocurre unos meses después de Saber Marionette J Again. Al igual que las otras, fue creada por Satoru Akahori y el diseño de personajes estuvo a cargo de Tsukasa Kotobuki. A diferencia de sus predecesoras, en J to X se reducen notablemente los elementos de comedia, siendo una serie mucho más dramática.
En Japón fueron trasmitidos 25 episodios por TV Tokyo, desde el 6 de octubre de 1998 hasta el 5 de noviembre de 1999, más un capítulo que fue lanzado en formato OVA, totalizando 26 episodios.
La serie fue adquirida por Locomotion a Bandai Visual y transmitida para América Latina con doblaje hecho en México desde marzo del año 2001 hasta su cierre.

## Argumento
La historia en los primeros capítulos se basa en la vida de Otaru con Lima, Cereza y Zarzamora, junto a su vecino Mitsurugi Hanagata y Lorelei, que toma el lugar de Ieyasu Tokugawa en el castillo Japanés como Shogun. 
A pesar de que la historia transcurre livianamente, luego se cuenta como resurge Gartland, y su Armada, ya que después de la caída del régimen de Fausto, se trasforma en un país democrático con el nombre de Germania, y la reaparición de Fausto (luego se desvela que es un clon alternativo) y sus marionetas sable Tigresa, Lince y Panta, y la reaparición del obscuro doctor Hess, que se ha mantenido oculto durante muchos años, luego de destruir los restos del Gartland, Otaru y sus tres marionetas junto con Hanagata ganan un viaje a Xi'An y en vez de ser un viaje de vacaciones, las cosas se acaban por complicar enormemente, donde se ven envueltos en una conspiración contra Otaru. 
Al final de la serie se conoce la historia del Doctor Hess, este personaje se revela como el primer humano que llegó a Terra II, 100 años antes en una nave de exploración la Neo-Mesopotamia, para establecer la ruta que debía tomar la otra nave detrás de él, que lo podía seguir algunos años después, y ha estado controlando los hilos del poder desde el comienzo. 
Su único deseo era regresar al Planeta Tierra, para ver nuevamente a su familia, objetivo que casi logra gracias a la información que le quitó a Lima, Cereza y Zarzamora, consigue elevar la nave, en donde él llega al planeta y estaba oculta bajo una montaña en el campo,  abrir el Agujero de Gusano (que llevó a la Neo-Mesopotamia y a la Mesopotamia a Terra II), pero solamente pudo acercarse hasta los anillos de Saturno, porque la gravedad de ese planeta afecta al agujero de gusano, la nave queda paralizada al recibir impactos de asteroides de los anillos del planeta, y puede ver cómo la segunda nave se acerca al agujero de gusano, antes de su viaje al nuevo paneta, y para tratar de escapar de la órbita del planeta Saturno, decide liberar de su reposo criogénico a las tres primeras clones de Lorelei, las cuales reciben los recuerdos y sentimientos de Lima, Cereza y Zarzamora, entonces deciden ingresar nuevamente al agujero de gusano, para regresar al planeta antes de que el agujero de gusano se cierre sobre la nave, en una misión casi suicida, pero comprenden que con la destrucción de la nave, ya no se podrá abrir el agujero de gusano nuevamente. 
Saber Marionette J to X es mucho más dramática que las anteriores y las marionetas, especialmente Lima, expresan su deseo de ser humanas y colaboran voluntariamente, para poder salvar la vida de los habitantes del planeta.

## Personajes
- Otaru Namiya (間宮小樽, Mamiya Otaru)

Seiyū: Yuka Imai
Actor de Doblaje: Irwin Daayán (México)
Sigue siendo el mismo joven jovial y trabajador de siempre, que vive en los apartamentos Kasahari con sus tres marionetas. Otaru muestra la madurez alcanzada, siendo el salvador de Japanes y Terra II, famoso no sólo en su ciudad sino también en otros países como Xi'An.
Luego de la desaparición del Mesopotamia, se vuelve el tutor de las clones de Lorelei, las cuales recibieron los patrones de memoria de Lima, Cereza y Zarzamora
- Lima (ライム, Raimu, Lime en inglés)

Seiyū: Megumi Hayashibara
Actor de Doblaje: Cristina Hernández (México)
Aquí Lima es más madura que en Saber Marionette J y tiene interrogantes más existenciales y expresa fuertemente su deseo de ser humana, ya que es sólo una marioneta. Sigue siendo jovial e hiperactiva. Al reencarnarse en uno de los clones de Lorelei, regresa a su faceta inocente y aventurera
- Cereza (チェリー, Cherī, Cherry en inglés)

Seiyū: Yuri Shiratori
Actriz de Doblaje: Rossy Aguirre (México)
Cereza expresa más su personalidad maternal, pero no pierde sus características como su tranquilidad e inteligencia. Sigue siendo la que se encarga de la casa de Otaru, incluso luego de reencarnarse en una clon de Lorelei, haciéndose sensible pero a la vez exigente en las tareas domésticas.
- Zarzamora (ブラドベリー, Buradoberī, Bloodberry en inglés)

Seiyū: Akiko Hiramatsu
Actriz de Doblaje: Love Santini (México)
Zarzamora se muestra más calmada en esta versión, pero sigue siendo la marioneta más fuerte de las de Otaru. Su personalidad sigue siendo muy similar, sin embargo le predomina un sentimiento de independencia. Al convertirse en clon de Lorelei, es ruda y disfruta de pelear con otros niños en el barrio.
- Lorelei (ローレライ, Rorerai)

Seiyū: Yuri Amano
Actriz de Doblaje: Isabel Martiñon (México)
Vive en el castillo Japanes custodiada por Baikou y Tamasaburo. Es la única mujer biológica que existe en el planeta Terra II y tiene una personalidad tranquila, alegre y amable, amiga de Otaru y sus marionetas.
- Mitsurugi Hanagata (花形美剣, Hanagata Mitsurugi)

Seiyū: Takehito Koyasu
Actor de Doblaje: Ricardo Tejedo (México)
Sigue siendo el mismo de Saber Marionette J, preocupado por Otaru, al que seguirá hasta el final, convirtiéndose en un famoso escritor.
- Baikou (梅幸, Baikō)

Seiyū: Ai Orikasa
Actriz de Doblaje: Sarah Souza (México)
Marioneta de la guardia real de Japanes. Ella tiene los patrones de memoria de Hikosaemon Oekubo. Tiene gran poder de ataque. Tiene expresiones y emociones sin tener un circuito virgen.
- Tamasaburou (玉三郎, Tamasaburō)

Seiyū: María Kawamura
Actriz de Doblaje: Alejandra de la Rosa (México)
Marioneta de la guardia real de Japanes. Ella tiene los patrones de memoria del shogún Ieyasu Tokugawa. Tiene gran poder de ataque. Tiene expresiones y emociones sin tener un circuito virgen.
- Fausto (ファウスト, Fausuto, Faust en inglés)

Seiyū: Hikaru Midorikawa
Actor de Doblaje: Alejandro Villeli (México)
En la serie aparecen 2 Faustos. El primer Fausto es un clon que hizo el doctor Hess para hacer resurgir a Gartland. El otro Fausto es el ex Führer de Gartland, o sea el décimo Fausto, que ya no tiene malos sentimientos y se dedica a estudiar y recorrer Terra II.
- Tigresa (ティーゲル, Tīgeru, en inglés Tiger)

Seiyū: Urara Takano
Actriz de Doblaje: Gabriela Michel (México)
Marioneta de Fausto, es la contraparte de Lima. En cuanto al carácter, presenta habilidades de lucha y usa un látigo. Es una marioneta muy fiel a Fausto. Al final de la serie ella aún no sabe que hacer con su vida.
- Lince (ルクス, Rikusu, en inglés Luchs)

Seiyū: Yūko Mizutani
Actor de Doblaje: Rebeca Patiño (México)
Marioneta sable de Fausto, contraparte de Cereza. En cuanto al carácter, presenta habilidades de lucha e inteligencia. Es una marioneta fiel a Fausto. Al final ella se vuelve periodista para un canal de televisión de Japanes donde vemos que su actitud se vuelve alegre y escandalosa.
- Panta (パンター, Pantā, en inglés Panther)

Seiyū: Kikuko Inoue
Actriz de Doblaje: Belinda Martínez (México)
Marioneta sable de Fausto, contraparte de Zarzamora. En cuanto al carácter, presenta habilidades de lucha. Es una marioneta muy militarizada. Tiene como habilidad especial un poderoso rayo que lo lanza desde su ojo derecho. Al final se vuelve la asistente de edición de Hanagata como escritor.
Las marionetas de Fausto después de Saber Marionette J Again se vuelven amigas de las marionetas de Otaru y aprenden a convivir en sociedad y en paz, en la serie se muestran muy cercanas a Lima, Cereza y Zarzamora. Así ellas buscan vivir en sociedad aunque cuando se trata de Fausto lo abandonan todo.
- Doctor Hess (ドクターヘス, Dokutā Hesu)

Seiyū: Tomohiro Nishimura
Actor de Doblaje: Rolando de Castro (México)
A diferencia de Saber Marionette J, aquí el sombrío Doctor Hess toma gran protagonismo. Es un hombre brillante que llegó a Terra 2 antes que los pioneros, ya que estaba encargado de explorar la ruta para la nave Mesopotamia, pero un accidente con su nave y las nubes de plasma no le permitieron regresar, infiltrándose como un clon secundario; pero en realidad logró mantenerse con vida por 400 años cambiando sus órganos vitales por partes biónicas a medida que estos envejecían y se deterioraban. Es el que prepara la conspiración contra Otaru para regresar a la Tierra.
- Yang Ming　(楊明, Yan Min)

Seiyū: Nobuo Hibita
Actor de Doblaje: Jesse Conde (México)
Profesor del próximo emperador de Xi'An. Hombre amable, pero que oculta sus verdaderas intenciones tras su simpática sonrisa. Inventor brillante y colaborador del Doctor Hess.
- Ayashi Shirase (白瀬明石, Shirase Ayashi)

Seiyū: Kappei Yamaguchi
Actor de Doblaje: Víctor Ugarte (México)
Acróbata de circo. Su parecido con Otaru hará confundir los sentimientos de Zarzamora. En Xi'An la ayudará.
- Gennai Shiraga (白髪源内, Shiraga Gennai)

Seiyū: Yūichi Nagashima
El viejo vecino de Otaru, inventor brillante, anciano y muy amigo de Lima.

## Guía de Capítulos
- Fase 01: Aquí y allá, un tour cultural. (あっちこっちで文明開化！)
- Fase 02: La batalla se lleva a cabo. (だんじり合戦で満願成就！)
- Fase 03: ¡Viene papá! ¡Viene papá! (父が出た出た父が出た！)
- Fase 04: La marcha de las Marionetas Sable. (セイバードールズの旅立ち)
- Fase 05: El eterno brillo del Shirataki. (しらたきは永遠の輝き)
- Fase 06: Dos Otarus, Amor en la cuerda floja. (二人の小樽！？恋のタイトロープ)
- Fase 07: Un hada solitaria. (ひとりぼっちの妖精)
- Fase 08: La lucha de Cereza por criar a un niño. (チェリーの子育て奮闘記)
- Fase 09: Todos, el bosque y la esfera de hierro. (みんなと森と鉄球と)
- Fase 10: ¿El pastel de arroz sabe a paz? (おにぎりは平和の味！？)
- Fase 11: Cómo ser responsable de Otaru (おとこ小樽の落とし前！)
- Fase 12: El destino de la cruz del cielo. (運命のヘブンズ・クロス)
- Fase 13: Oscura ambición, vuelve el gigante con alas de plata. (黒き野望・鋼の巨人復活！！)
- Fase 14: ¿El viaje en pareja para en cada estación? (ペア旅行は各駅停車！？)
- Fase 15: Xi'an, Capital de la eternidad. (悠久の都・西安)
- Fase 16: Pájaros sin alas. (翼なき鳥たち)
- Fase 17: El ayer y el hoy de cada uno. (それぞれの昨日と今日)
- Fase 18: Bajo el cielo con amenaza de plasma. (プラズマ模様の空の下)
- Fase 19: Sentirse un tercio. (1/3の哀しみ)
- Fase 20: No deja de llover en Xi'an. (西安の雨は降りやまず)
- Fase 21: La jugada final del Loto Rojo, el despertar de escarlata. (紅蓮の終劇・緋色の目覚め)
- Fase 22: Grita. (叫び)
- Fase 23: El sueño de una máquina. (機械じかけの夢)
- Fase 24: Chicas que corren hacía el arcoíris. (虹駆けし乙女たち)
- Fase 25: La luz... (光…)
- Fase 26: En este cielo, donde todo es azul. (この空はどこまでも青く)

## Música
Música de la serie compuesta por PAROME.
- Opening: Proof of Myself, interpretado por Megumi Hayashibara.
- Ending: Lively Motion (Capítulos 1 al 19, 21, 24), interpretado por Megumi Hayashibara.
- Ending capítulo 20: Kaze to Sora wo Koete (風と空を越えて), interpretado por Yuka Imai.
- Ending capítulo 26: Isshoni (いっしょに), interpretado por Megumi Hayashibara, Yuri Shiratori y Akiko Hiramatsu.
- Canción de fondo capítulo 07: Yume Mitsuketa, interpretado por Megumi Hayashibara.
- Canción de fondo capítulo 08: Everything is Love, interpretado por Yuri Shiratori.[2]

## Curiosidades
- El J to X es porque la historia comienza en Japoness antes de dirigirse a Xi'An, y por eso toma las letras iniciales J y X, además de la preposición inglesa to (a), es decir, Japanes a Xi'an.
- Constantemente Otaru sueña que él está estudiando dentro de un instituto, allí si existen las mujeres, ya que puede verse a Lima siempre en la entrada y Otaru la mira en la ventana. En estas fantasías Cereza y Zarzamora también aparecen acompañando a Lima detrás de ella, en clases de educación física o en las imágenes finales del ending de la serie, Puede que ese mundo exista debido a que comparte recuerdos de su clon original, Ieyasu, quien nos da a entender que las marionetas creadas por él fueron basadas en chicas que el conoció en su instituto, hecho que se confirma más cuando llegó a pasar de la mente de Otaru a la de Lima y puede verse en el primer capítulo cuando Otaru corre y se aleja de Lima, esto es porque Lima en el circuito virgen que le implantó Ieyasu debe tener similitudes o incluso memorias de la chica en la que se basaron para su creación.
- Al final del capítulo 8, cuando Cereza amamanta al niño, Otaru se conmueve al recordar a su madre, hecho que es inconsistente debido a que él es un clon, así que posiblemente la madre que recuerda Otaru puede ser la mamá del Ieyasu, el clon original, como sucede con sus compañeras colegialas mencionadas anteriormente.
- La capacidad de Cereza al darle leche al niño en el capítulo 8, es cuestionable, pudo ser posible porque las marionetas fueron creadas para reemplazar a las mujeres, y si pueden producir sangre (como muestra lima en el capítulo 21 que sangra su pierna), producir desechos fecales al querer ir al baño después de comer, o producir lágrimas, se deduce que también pueden producir leche materna, pero por otro lado, pudo ser imposible ya que uno de los niños que Cereza cuida en el episodio 22 le reprocha: "nuestra hermana cereza es eficiente pero necesita comprar leche más seguido, una mamá humana podría dar de comer (amamantar) a su bebe sin ningún problema, pero nuestra hermana Cereza no puede hacerlo porque no es humana".
- Cereza pone por nombre Kotaru al bebe del capítulo 8, en honor a Otaru. Más adelante en la serie, cuando Cereza pierde la memoria en Xi'an y le ponen a cuidar muchos niños huérfanos, hay otro bebe llamado Kotaru.
- En el capítulo 13 después de la batalla contra el Fausto falso, se hunde el Japanes Guard y se ve a Tigresa deshaciéndose de su arma (el látigo) echándolo al lago junto con este. El episodio cierra con el mensaje de Otaru "Si queremos vivir en paz es mejor no tener la tentación de las armas". Más adelante en el capítulo 23, vuelven a reaparecer las marionetas de Fausto cada una equipadas con todas sus armas.
- Un error sumamente grave en la serie es el asumir que a partir del código genético de los hombres es imposible reconstruir el de una mujer. El código genético masculino se compone de un par cromosómico XY, mientras que en las mujeres es XX. La población de Japanes fue hecha a partir de clones pero también hubo manipulaciones genéticas para diversificar a los individuos (esto lo sugiere el propio Fausto); esto involucraba entrecruzar los genes de los primeros pobladores de Terra 2. Si se tomase un cromosoma X de un hombre y se uniera con el X de otro, se obtendría un embrión femenino, sin embargo es imposible obtener un embrión masculino a partir de genes femeninos (carecen del cromosoma Y).